# Дрехов
Дрехов (њем. Drechow) општина је у њемачкој савезној држави Мекленбург-Западна Померанија. Једно је од 64 општинска средишта округа Нордфорпомерн. Према процјени из 2010. у општини је живјело 261 становника. Посједује регионалну шифру (AGS) 13057024.

## Географски и демографски подаци
Дрехов се налази у савезној држави Мекленбург-Западна Померанија у округу Нордфорпомерн. Општина се налази на надморској висини од 19 метара. Површина општине износи 15,5 km². У самом мјесту је, према процјени из 2010. године, живјело 261 становника. Просјечна густина становништва износи 17 становника/km².